# Anna Roxvall
Anna Roxvall, född 29 juni 1983 i Varberg, är svensk journalist, reporter och författare. Hon arbetar för Sveriges Radios Ekoredaktion, TT och diverse tidningar. Anna Roxvall är född i Varberg och uppvuxen i Göteborg, där hon gick journalistprogrammet.
Anna Roxvalls rapportering från krigszonen i östra Ukraina väckte stor uppmärksamhet och publicerades i bland annat Aftonbladet. Hon har också rapporterat från konfliktområden i Burundi, Kongo Kinshasa, Libyen, Sydsudan och Västsahara.
Anna Roxvall har gett ut tre böcker tillsammans med fotografen Johan Persson, på det egna förlaget Myteri förlag. Boken heter Till varje pris utkom i mars 2021. Den handlar om EU:s migrationspolitik och har fått mycket goda recensioner.
2017 vann Anna Roxvall Nils Horner-priset för att hon ”stilsäkert, envist och passionerat rapporterar från utrikesbevakningens glömda områden.” 2020 vann hon tillsammans med Johan Persson Publishingpriset för boken Att svika ett folk samt Röda Korsets journalistpris för ett reportage om EU:s migrationspolitik i Afrika. 